# Barnard (cràter)
Barnard és un cràter d'impacte que està situat a prop del quadrant est de la Lluna. Està adossat a la vora sud-est del gran cràter anomenat Humboldt, i el cràter Abel es troba directament al sud. Al nord-est es troba el cràter Curie, mentre que al sud-est aquest s'ubica en la Mare Australe.

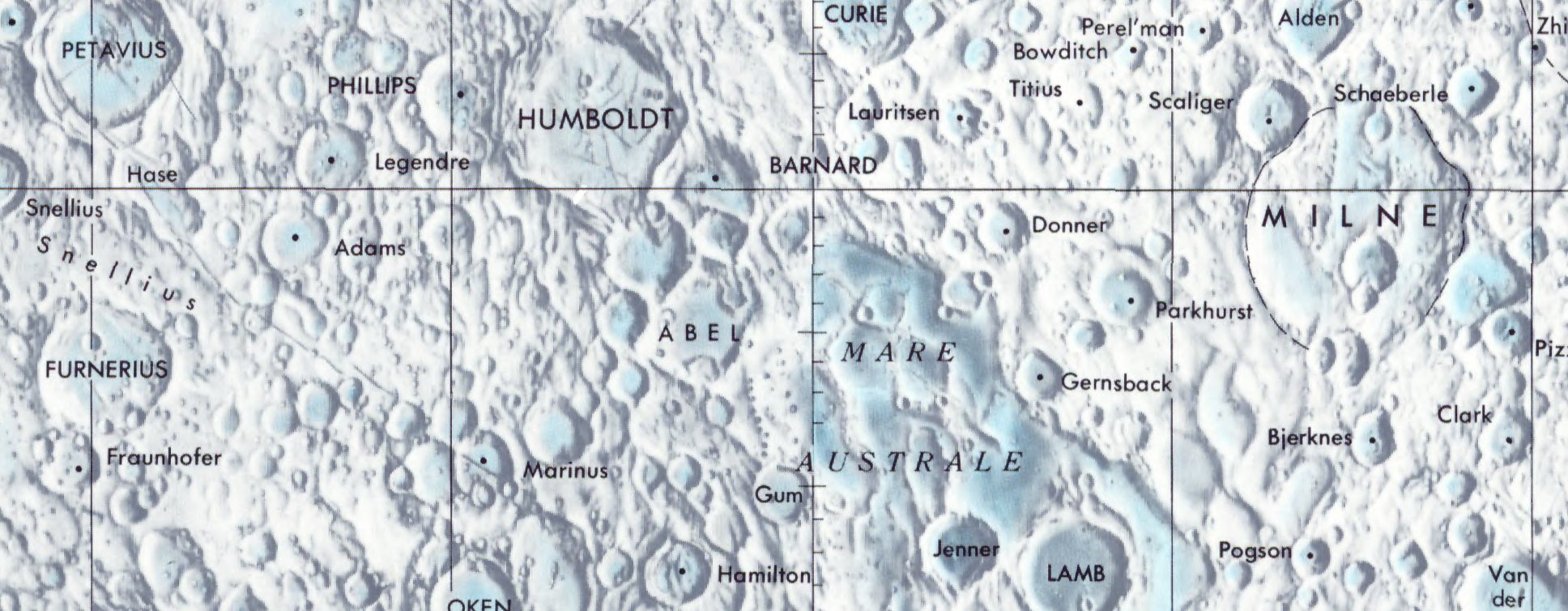
Localització de Barnard (centre superior de la imatge)
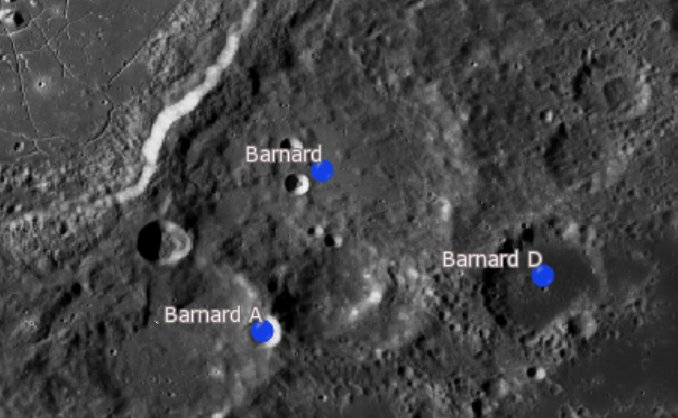
Cràters satèl·lit

La formació ha estat distorsionada per una sèrie d'impactes en la seva proximitat. L'interior és irregular, amb una intrusió sobre la seva vora sud-oest i formacions rugoses especialment en la seva meitat sud. Un parell de petits cràters es troben en el seu sòl prop del centre.

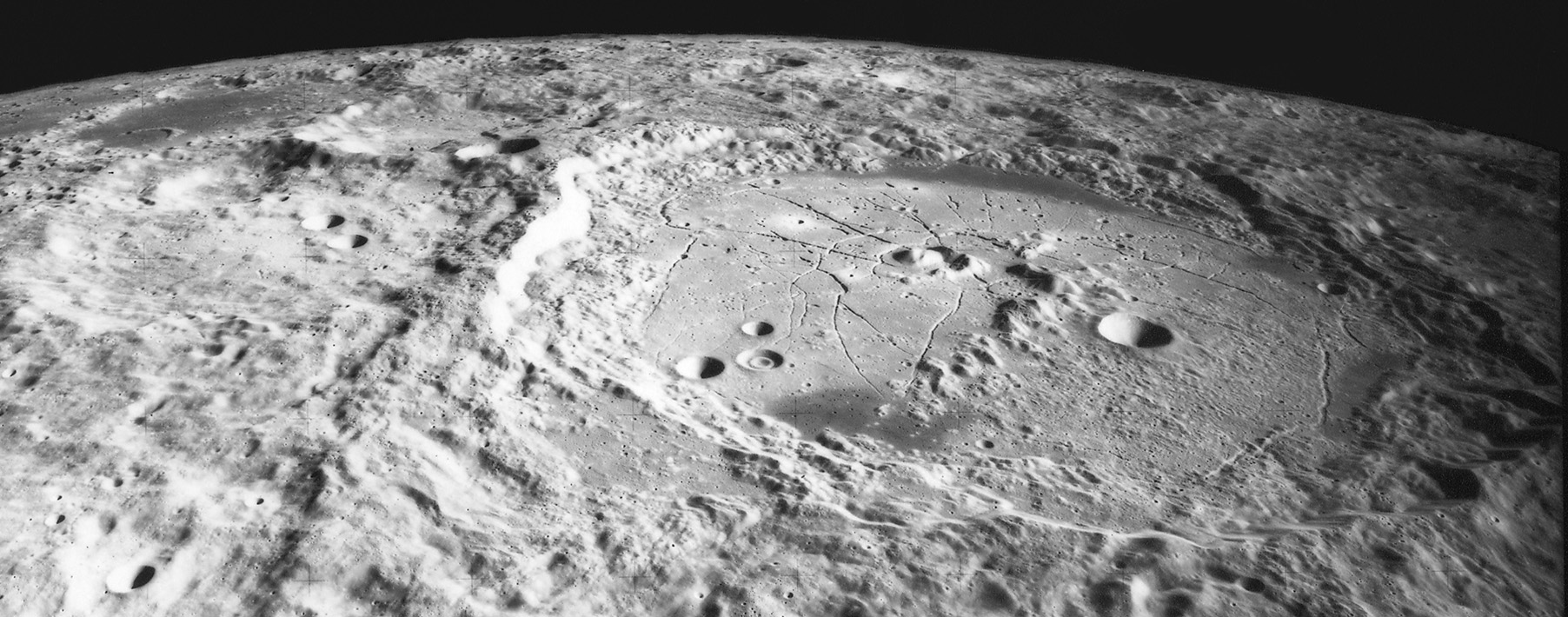
Els cràters Barnard (esquerra) i Humboldt (dreta) en una fotografia des de l'Apollo 15
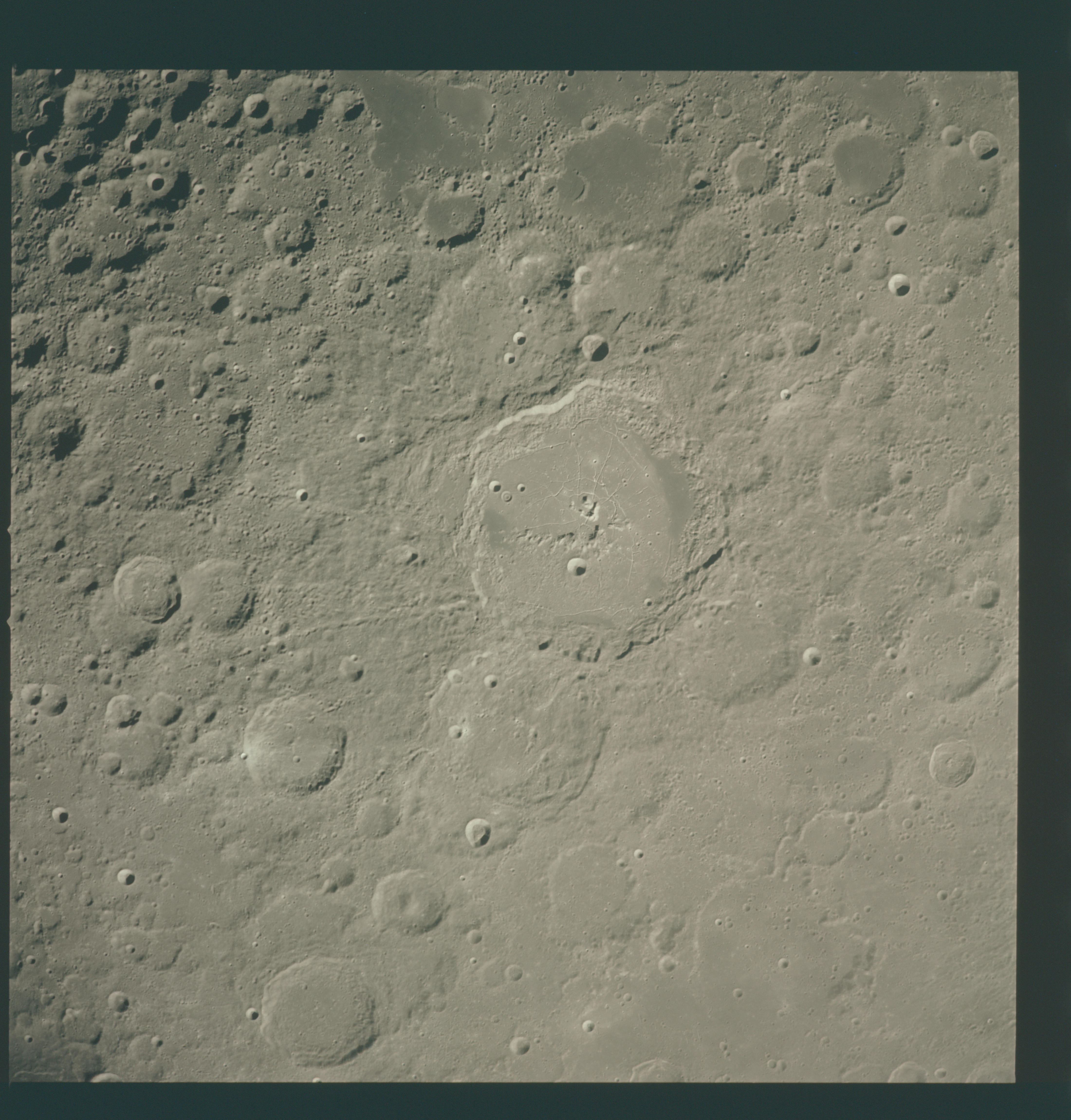
Cràter Barnard, tangent a Humboldt (al centre de la imatge) per la part sud-sud-est (el nord en la part inferior)

## Cràters satèl·lit
Per convenció aquests elements són identificats en els mapes lunars posant la lletra en el costat del punt central del cràter que està més proper a Barnard.
| Barnard | Coordenades                          | Diàmetre |
| ------- | ------------------------------------ | -------- |
| A       | 31° 48′ S, 84° 30′ E / 31.8°S,84.5°E | 13 km    |
| D       | 31° 24′ S, 89° 18′ E / 31.4°S,89.3°E | 47 km    |